# Кабачевский, Владислав Николаевич
Владислав Николаевич Кабачевский  (бел. Уладзіслаў Мікалаевіч Кабачэўскі; род. 4 марта 1998, Витебск) — белорусский футболист, нападающий.

## Карьера

### Молодёжная карьера
Занимался футболом в академии минского «Динамо». В июле 2016 года перешёл в «Витебск», где стал выступать за дублирующий состав. В 2017 году стал лучшим бомбардиром клуба в чемпионате дублёров с 13 забитыми голами, разделив эту строчку с Ильёй Шкуриным. За основную команду клуба футболист так и не дебютировал, так по окончании 2017 года покинул клуб.

### «Орша»
В феврале 2018 года футболист перешёл в «Оршу». Дебютировал за клуб 6 апреля 2018 года в матче против гомельского «Локомотива», выйдя в стартовом составе. Свой дебютный гол за клуб забил 27 мая 2018 года в матче против новополоцкого «Нафтана». В матче 27 октября 2018 года против «Чисти» футболист оформил дубль. На протяжении всего сезона был одним из ключевых игроков оршанского клуба, отличившись 5 забитыми голами.

### «Сморгонь»
В феврале 2019 года футболист перешёл в «Сморгонь». Дебютировал за клуб 27 апреля 2019 года в матче против «Орши», выйдя на замену на 88 минуте. Закрепиться в основной команде клуба у футболиста не получилось, выходя на поле лишь со скамейки запасных преимущественно на последних минутах матчей. Свой дебютный гол за клуб забил 27 июля 2019 года в матче Кубка Беларуси против «Гомеля». В матче последнего тура Первой Лиги 24 ноября 2019 года против пинской «Волны» забил первый гол за клуб в чемпионате.

### «Гранит» Микашевичи
В начале 2020 года футболист присоединился к клубу «Молодечно-2018», вместе с которым выступал во Второй Лиге. В сентябре 2020 года футболист перешёл в микашевичский «Гранит». Дебютировал за клуб 5 сентября 2020 года в матче против речицкого «Спутника», выйдя на замену в начале второго тайма. Дебютный гол за клуб забил 19 сентября 2020 года в матче против «Орши». Футболист быстро закрепился в основной команде клуба, по окончании сезона записав в свой актив 2 забитых гола.

### «Абдыш-Ата»
В марте 2021 года футболист отправился выступать в киргизский клуб «Абдыш-Ата». Дебютировал за клуб 19 марта 2021 года в матче против клуба «Алай», выйдя на замену на 85 минуте и отличившись дебютным забитым голом. В следующем матче 24 марта 2021 года против клуба «Илбирс» футболист вышел на поле уже в стартовом составе и забил свой второй подряд гол. Затем на протяжении сезона футболист преимущественно выходил на поле со скамейки запасных. В июле 2021 года покинул клуб по истечении срока контракта. Всего за клуб отличился 3 забитыми голами в Премьер-лиге.

### «Орша»
В начале 2022 года футболист на правах свободного агента вернулся в «Оршу». Начинал сезон на скамейке запасных. Первый матч за клуб сыграл 1 мая 2022 года в матче против «Лиды», отличившись дублем. Затем футболист быстро закрепился в стартовом составе оршанского клуба, став одним из лидеров в команде. В конце июня 2022 года начал голевую серию из 4 подряд забих голов в 4 подряд сыгранных матчах. В ответном матче 4 сентября 2022 года против «Лиды» футболист отличился своим вторым дублем. По итогу сезона стал лучшим бомбардиром клуба с 12 голами во всех турнирах, а также поделил 4 строчку лучших бомбардиров Первой Лиги.

### «Ислочь»
В январе 2023 года футболист проходил просмотр в «Ислочи». В феврале 2023 года футболист официально присоединился к клубу, подписав контракт до конца июля 2024 года. Дебютировал за клуб 7 апреля 2023 года в матче против «Сморгони», выйдя на замену на 65 минуте. Закрепиться в основной команде у футболиста не вышло, проведя за клуб 8 матчей в рамках первой половины чемпионата, преимущественно выходя на замену.

#### Аренда в «Сморгонь»
В августе 2023 года футболист на правах арендного соглашения перешёл в «Сморгонь». Первый матч за клуб сыграл 5 августа 2023 года против бобруйской «Белшины», выйдя на поле в стартовом составе. Первым забитым голом за клуб отличился 3 сентября 2023 года в матче против «Слуцка». В матче 27 октября 2023 года против «Энергетика-БГУ» футболист отличился забитым дублем. На протяжении сезона футболист был одним из ключевых игроков клуба, отличившись 4 забитыми голами. По итогу сезона помог клубу сохранить прописку в чемпионате. По окончании срока арендного соглашения футболист покинул клуб.

#### Аренда в «Белшину»
В январе 2024 года появилась информация, что футболист перейдёт в бобруйскую «Белшину». В конце января 2024 года футболист на правах арендного соглашения присоединился к бобруйскому клубу до конца сезона, перед этим продлив контракт с «Ислочью». Дебютировал за клуб футболист 6 апреля 2024 года в матче против «Слонима-2017», выйдя на замену на 72 минуте.

## Международная карьера
В октябре 2014 года отправился вместе с юношеской сборной Беларуси до 17 лет на квалификационные матчи юношеского чемпионата Европы до 17 лет.